# جین جیکوبز
جین جیکوبز (انگلیسی: Jane Jacobs؛ زاده ۴ مهٔ ۱۹۱۶ درگذشته ۲۵ آوریل ۲۰۰۶) روزنامه‌نگار، نویسنده، روزنامه‌نگار و کنشگر کانادایی-آمریکایی بود. بیشتر شهرت او به خاطر تاثیرش بر مطالعات شهری می‌باشد.